# Lijst van Australische ministers van Financiën
Dit artikel bevat een lijst van ministers van Financiën van Australië.
De minister van Financiën wordt in Australië aangeduid als treasurer. De functie moet niet verward worden met de onderminister van Financiën, die in Australië minister for Finance genoemd wordt.

## Ministers van Financiën
| #  | Naam              | Periode functie | Opmerking |
| -- | ----------------- | --------------- | --------- |
| 1  | George Turner     | 1901 - 1904     | PP        |
| 2  | Chris Watson      | 1904            | ALP       |
| 1  | George Turner     | 1904 - 1905     | PP        |
| 3  | John Forrest      | 1905 - 1907     | PP        |
| 4  | William Lyne      | 1907 - 1908     | PP        |
| 5  | Andrew Fisher     | 1908 - 1909     | ALP       |
|    | John Forrest      | 1909 - 1910     | PP        |
|    | Andrew Fisher     | 1910 - 1913     | ALP       |
|    | John Forrest      | 1913 - 1914     | CL        |
|    | Andrew Fisher     | 1914 - 1915     | ALP       |
| 6  | William Higgs     | 1915 - 1916     | ALP       |
| 7  | Alexander Poynton | 1916 - 1917     | NLP       |
|    | John Forrest      | 1917 - 1918     | CL        |
| 8  | William Watt      | 1918 - 1920     | NPA       |
| 9  | Joseph Cook       | 1920 - 1921     | NPA       |
| 10 | Stanley Bruce     | 1921 - 1923     | NPA       |
| 11 | Earle Page        | 1923 - 1929     | ACP       |
| 12 | Ted Theodore      | 1929 - 1930     | ALP       |
| 13 | James Scullin     | 1930 - 1931     | ALP       |
|    | Ted Theodore      | 1932 - 1935     | ALP       |
| 14 | Joseph Lyons      | 1935 - 1939     | UAP       |
| 15 | Richard Casey     | 1939            | UAP       |
| 16 | Robert Menzies    | 1939 - 1940     | UAP       |
| 17 | Percy Spender     | 1940            | UAP       |
| 18 | Arthur Fadden     | 1940 - 1941     | ACP       |
| 19 | Ben Chifley       | 1941 - 1949     | ALP       |

## Ministers van Financiën (1949–heden)
| Minister van Financiën Treasurer | Minister van Financiën Treasurer | Minister van Financiën Treasurer | Ambtstermijn          | Ambtstermijn              | Partij(en)       | Premier(s)                    | Kabinet(en)  | Overige functie(s)                    |
| -------------------------------- | -------------------------------- | -------------------------------- | --------------------- | ------------------------- | ---------------- | ----------------------------- | ------------ | ------------------------------------- |
|                                  | Arthur Fadden                    | Arthur Fadden (1897–1985)        | 19 december 1949      | 10 december 1958          | ACP              | Robert Menzies (1949–1966)    | Menzies IV   |                                       |
| Menzies V                        | Arthur Fadden                    | Arthur Fadden (1897–1985)        | 19 december 1949      | 10 december 1958          | ACP              | Robert Menzies (1949–1966)    |              |                                       |
| Menzies VI                       | Arthur Fadden                    | Arthur Fadden (1897–1985)        | 19 december 1949      | 10 december 1958          | ACP              | Robert Menzies (1949–1966)    |              |                                       |
| Menzies VII                      | Arthur Fadden                    | Arthur Fadden (1897–1985)        | 19 december 1949      | 10 december 1958          | ACP              | Robert Menzies (1949–1966)    |              |                                       |
|                                  | Harold Holt                      | Harold Holt (1908–1967)          | 10 december 1958      | 26 januari 1966           | LP               | Robert Menzies (1949–1966)    | Menzies VIII | Leider in het Huis van Afgevaardigden |
| Menzies IX                       | Harold Holt                      | Harold Holt (1908–1967)          | 10 december 1958      | 26 januari 1966           | LP               | Robert Menzies (1949–1966)    |              | Leider in het Huis van Afgevaardigden |
| Menzies X                        | Harold Holt                      | Harold Holt (1908–1967)          | 10 december 1958      | 26 januari 1966           | LP               | Robert Menzies (1949–1966)    |              | Leider in het Huis van Afgevaardigden |
|                                  | William McMahon                  | William McMahon (1908–1988)      | 26 januari 1966       | 12 november 1969          | LP               | Harold Holt (1966–1967)       | Holt I       |                                       |
| Holt II                          | William McMahon                  | William McMahon (1908–1988)      | 26 januari 1966       | 12 november 1969          | LP               | Harold Holt (1966–1967)       |              |                                       |
| John McEwen (1967–1968)          | William McMahon                  | William McMahon (1908–1988)      | 26 januari 1966       | 12 november 1969          | LP               | McEwen                        |              |                                       |
| John Gorton (1968–1971)          | William McMahon                  | William McMahon (1908–1988)      | 26 januari 1966       | 12 november 1969          | LP               | Gorton I                      |              |                                       |
| John Gorton (1968–1971)          |                                  | Les Bury                         | Les Bury (1913–1986)  | 12 november 1969          | 22 maart 1971    | LP                            | Gorton II    |                                       |
| William McMahon (1971–1972)      | McMahon                          | Les Bury                         | Les Bury (1913–1986)  | 12 november 1969          | 22 maart 1971    | LP                            |              |                                       |
| William McMahon (1971–1972)      | McMahon                          |                                  | Billy Snedden         | Billy Snedden (1926–1987) | 22 maart 1971    | 5 december 1972               | LP           |                                       |
|                                  | Gough Whitlam                    | Gough Whitlam (1916–2014)        | 5 december 1972       | 18 december 1972          | ALP              | Gough Whitlam (1972–1975)     | Whitlam I    | Premier                               |
|                                  | Frank Crean                      | Frank Crean (1916–2008)          | 18 december 1972      | 10 december 1974          | ALP              | Gough Whitlam (1972–1975)     | Whitlam II   |                                       |
| Whitlam III                      | Frank Crean                      | Frank Crean (1916–2008)          | 18 december 1972      | 10 december 1974          | ALP              | Gough Whitlam (1972–1975)     |              |                                       |
|                                  | Jim Cairns                       | Jim Cairns (1914–2003)           | 10 december 1974      | 5 juni 1975               | ALP              | Gough Whitlam (1972–1975)     | Vicepremier  |                                       |
|                                  | Bill Hayden                      | Bill Hayden (1933)               | 5 juni 1975           | 11 november 1975          | ALP              | Gough Whitlam (1972–1975)     |              |                                       |
|                                  | Phillip Lynch                    | Phillip Lynch (1933–1984)        | 11 november 1975      | 20 december 1977          | LP               | Malcolm Fraser (1975–1983)    | Fraser I     |                                       |
| Fraser II                        | Phillip Lynch                    | Phillip Lynch (1933–1984)        | 11 november 1975      | 20 december 1977          | LP               | Malcolm Fraser (1975–1983)    |              |                                       |
|                                  | John Howard                      | John Howard (1939)               | 20 december 1977      | 11 maart 1983             | LP               | Malcolm Fraser (1975–1983)    | Fraser III   |                                       |
| Fraser IV                        | John Howard                      | John Howard (1939)               | 20 december 1977      | 11 maart 1983             | LP               | Malcolm Fraser (1975–1983)    |              |                                       |
|                                  | Paul Keating                     | Paul Keating (1944)              | 11 maart 1983         | 3 juni 1991               | ALP              | Bob Hawke (1993–1991)         | Hawke I      |                                       |
| Hawke II                         | Paul Keating                     | Paul Keating (1944)              | 11 maart 1983         | 3 juni 1991               | ALP              | Bob Hawke (1993–1991)         |              |                                       |
| Hawke III                        | Paul Keating                     | Paul Keating (1944)              | 11 maart 1983         | 3 juni 1991               | ALP              | Bob Hawke (1993–1991)         |              |                                       |
| Hawke IV                         | Paul Keating                     | Paul Keating (1944)              | 11 maart 1983         | 3 juni 1991               | ALP              | Bob Hawke (1993–1991)         | Vicepremier  |                                       |
| Hawke IV                         |                                  | Bob Hawke                        | Bob Hawke (1929–2019) | 3 juni 1991               | 5 juni 1991      | Bob Hawke (1993–1991)         | ALP          | Premier                               |
| Hawke IV                         |                                  | John Kerin                       | John Kerin (1937)     | 5 juni 1991               | 10 december 1991 | Bob Hawke (1993–1991)         | ALP          |                                       |
| Hawke IV                         |                                  |                                  | Ralph Willis (1938)   | 10 december 1991          | 20 december 1991 | Bob Hawke (1993–1991)         | ALP          |                                       |
|                                  | Joe Dawkin                       | Joe Dawkin (1947)                | 20 december 1991      | 23 december 1993          | ALP              | Paul Keating (1991–1996)      | Keating I    |                                       |
| Keating II                       | Joe Dawkin                       | Joe Dawkin (1947)                | 20 december 1991      | 23 december 1993          | ALP              | Paul Keating (1991–1996)      |              |                                       |
|                                  |                                  | Ralph Willis (1938)              | 23 december 1993      | 11 maart 1996             | ALP              | Paul Keating (1991–1996)      |              |                                       |
|                                  | Peter Costello                   | Peter Costello (1957)            | 11 maart 1996         | 3 december 2007           | LP               | John Howard (1996–2007)       | Howard I     |                                       |
| Howard II                        | Peter Costello                   | Peter Costello (1957)            | 11 maart 1996         | 3 december 2007           | LP               | John Howard (1996–2007)       |              |                                       |
| Howard III                       | Peter Costello                   | Peter Costello (1957)            | 11 maart 1996         | 3 december 2007           | LP               | John Howard (1996–2007)       |              |                                       |
| Howard IV                        | Peter Costello                   | Peter Costello (1957)            | 11 maart 1996         | 3 december 2007           | LP               | John Howard (1996–2007)       |              |                                       |
|                                  | Wayne Swan                       | Wayne Swan (1954)                | 3 december 2007       | 27 juni 2013              | ALP              | Kevin Rudd (2007–2010)        | Rudd I       |                                       |
| Julia Gillard (2010–2013)        | Wayne Swan                       | Wayne Swan (1954)                | 3 december 2007       | 27 juni 2013              | ALP              | Gillard I                     | Vicepremier  |                                       |
| Julia Gillard (2010–2013)        | Wayne Swan                       | Wayne Swan (1954)                | 3 december 2007       | 27 juni 2013              | ALP              | Gillard II                    | Vicepremier  |                                       |
|                                  | Chris Bowen                      | Chris Bowen (1973)               | 27 juni 2013          | 18 september 2013         | ALP              | Kevin Rudd (2013)             | Rudd II      |                                       |
|                                  | Joe Hockey                       | Joe Hockey (1965)                | 18 september 2013     | 20 september 2015         | LP               | Tony Abbott (2013–2015)       | Abbott       |                                       |
| Malcolm Turnbull (2015–2018)     | Joe Hockey                       | Joe Hockey (1965)                | 18 september 2013     | 20 september 2015         | LP               | Turnbull I                    |              |                                       |
| Malcolm Turnbull (2015–2018)     |                                  | Scott Morrison                   | Scott Morrison (1968) | 20 september 2015         | 24 augustus 2018 | Turnbull I                    | LP           |                                       |
| Malcolm Turnbull (2015–2018)     | Turnbull II                      | Scott Morrison                   | Scott Morrison (1968) | 20 september 2015         | 24 augustus 2018 |                               | LP           |                                       |
|                                  | Josh Frydenberg                  | Josh Frydenberg (1971)           | 24 augustus 2018      | 23 mei 2022               | LP               | Scott Morrison (2018–2022)    | Morrison I   |                                       |
| Morrison II                      | Josh Frydenberg                  | Josh Frydenberg (1971)           | 24 augustus 2018      | 23 mei 2022               | LP               | Scott Morrison (2018–2022)    |              |                                       |
|                                  | Jim Chalmers                     | Jim Chalmers (1978)              | 23 mei 2022           | heden                     | ALP              | Anthony Albanese (2022–heden) | Albanese     |                                       |

### Afkortingen
| Afkorting | Partij                         | Opmerkingen                         |
| --------- | ------------------------------ | ----------------------------------- |
| PP        | Protectionist Party            |                                     |
| FT        | Commonwealth Liberal           |                                     |
| ALP       | Australian Labor Party         | sociaaldemocratisch                 |
| LP        | Liberal Party of Australia     | conservatief-liberaal               |
| NLP       | National Labour Party          | nationalistisch/sociaaldemocratisch |
| NPA       | Nationalist Party of Australia | conservatief                        |
| UAP       | United Australian Party        |                                     |
| ACP       | Australian Country Party       |                                     |